# Mariusz Smolarek
Mariusz Smolarek – polski dziennikarz radiowy. Pracę zawodową zaczął w 1995 roku w Radiu Live w Częstochowie. Potem pracował w RMF FM i Radiu Złote Przeboje. W 2005 roku dołączył do katowickiej redakcji Antyradia, w którym prowadził własne programy Saysmologia i Łowcy. W 2008 roku objął stanowisko szefa katowickiego oddziału stacji, a w 2013 roku przeniósł się do Warszawy został szefem anteny Antyradia. Współprowadził też wspólnie z Mikołajem Januszem i Michałem Migałą program poranny Dobry, zły i brzydki. W 2016 roku został redaktorem naczelnym i dyrektorem programowym tej stacji. Od września 2021 pełni funkcję redaktora naczelnego i dyrektora programowego Radia ZET.